# Amparo Rivelles
Pour les articles homonymes, voir Rivelles.
María Amparo Rivelles y Ladrón de Guevara, née le 11 février 1925 à Madrid – morte le 7 novembre 2013 dans la même ville, plus connue sous le nom d’Amparo Rivelles, est une actrice espagnole.

## Biographie
En 1989, elle reçoit la Médaille d'or du mérite des beaux-arts du Ministère de l'Éducation, de la Culture et des Sports espagnol.

## Filmographie
- 1960 : El esqueleto de la señora Morales de Rogelio A. González